# جوزيف س. كارتر
جوزيف س. كارتر (بالإنجليزية: Joseph C. Carter)‏ هو ضابط أمريكي، ولد في 1956 في أوك بلوفس في الولايات المتحدة.